# William Beilby
William Beilby (1740 - 8 octobre 1819) est un verrier et graveur anglais connu pour avoir produit un verre émaillé réputé au cours de la seconde moitié du XVIIIe siècle.

## Biographie
Le père de Beilby, William senior, était orfèvre et bijoutier à Durham.
William Beilby et ses frères Richard, Ralph et Thomas ont été envoyés au lycée pendant leur scolarité. Richard et William Beilby, les deux plus âgés, partirent plus tard comme apprentis à Birmingham, le premier apprenant la gravure de sceaux, le second l'émaillage sur verre et le dessin. 
Malheureusement, l'entreprise de William père ferme ses portes. En 1757, toute la famille déménage à Newcastle upon Tyne pour se relancer. 
William senior décède huit ans plus tard. Richard décède par la suite. 
William Beilby et sa sœur Mary (1749–1797) travaillent alors comme émailleurs pour les verriers locaux.
Alors que Ralph devient le chef de l'entreprise familiale, Mary passe une grande partie de son temps avec son frère William tombé amoureux du Newcastle médiéval. William Beilby est aussitôt fasciné par l'industrie du verre florissante qui l'entoure. Il semble que c'est à Closegate, en 1761, que William Beilby devient le premier en Angleterre, peut-être dans le monde, à cuire des émaux dans le verre.
William a enseigné à Mary comment peindre les émaux dans l'atelier familial à Amen Corner près de la Cathédrale Saint-Nicolas de Newcastle-upon-Tyne, mais elle n'a jamais égalé le talent de son frère. Au fur et à mesure qu'il gagnait en reconnaissance, William Beilby fut souvent appelé à créer des verres avec des motifs héraldiques fictifs ou des pièces commémorant des événements particuliers comme l'élection du maire ou le lancement d'un navire. Un superbe exemple de ce dernier est le bol « Margaret et Winneford » aujourd'hui exposé dans la Laing Art Gallery. 
Les verres de Beilby peuvent être trouvés dans les grands musées du monde entier. Même lorsqu'ils sont endommagés, ils valent des dizaines de milliers de livres.
Beilby et Mary travaillèrent ensemble de 1760 à 1778. En 1767, le jeune Thomas Bewick rejoignit la famille comme apprenti chez Ralph. Thomas Bewick et Mary se sont pris d'affection, bien que Ralph ait tout fait pour empêcher l'idylle naissante. Mary subit un accident vasculaire cérébral en 1774 et les sentiments de Bewick à son égard s'étiolent.
La famille déménage de Newcastle à Londres en 1778, puis en Écosse où Mary décède. Au cours de cette dernière période, la famille ne produit plus de verre, mais Beilby peint davantage de ses magnifiques aquarelles. 
Finalement, W. Beilby retourne à ses racines familiales à Hull en 1810.